# 效能 (药理学)

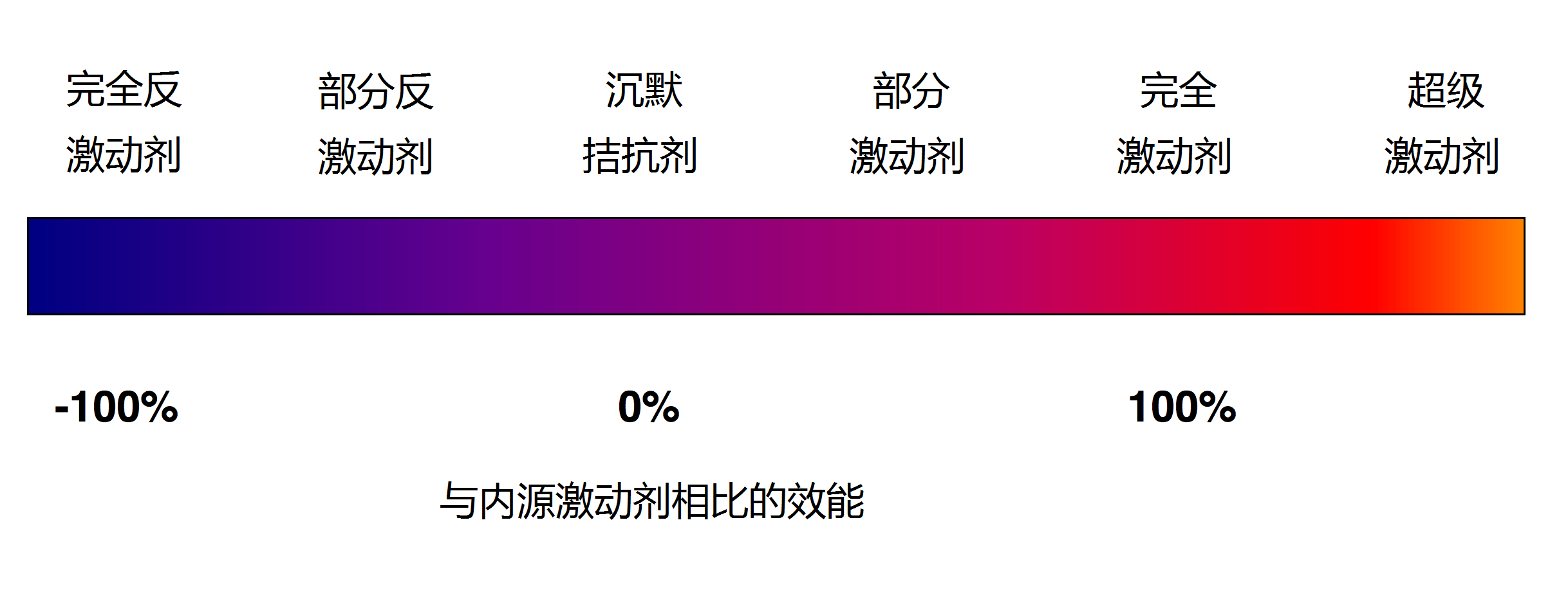
激動劑在受體上產生的内在活性

效能（英語：efficacy），又稱內在活性（英語：Intrinsic activity，縮寫IA），在藥理學中指藥物作用在受體上產生的最大反應。這和藥物與受體的結合親和性及測量效價強度的EC50不同。
1956年，斯蒂芬森（Stephenson）創造出“效能”這個術語， 用來形容各種激動劑在結合相同數量受體時所引起的反應差異。高效能的激動劑與少量受體結合就能產生強烈反應；而低效能的激動劑與受體結合後較難穩定其激活的狀態，因此，即使激動劑與受體全部結合，產生的反應也較弱。當没有受體儲備時，低效能的激動劑不能引起最強烈的反應，有時也把它們稱為部分激動劑。
然而必须指出效能是相对的，部分激动剂在另一个体系或实验中可能成为完全激动剂，因为当受体的数量增加时，虽然部分激动剂在单个受体上的效能不高，但结合足够多的受体以后，也能产生最大反应。实际上，并没有多少真正的完全激动剂或沉默激动剂。很多通常被认为是完全激动剂的化合物（如2,5-二甲氧基-4-碘代苯丙胺，DOI）更准确地说是高效能的部分激动剂，因为大多数评估无法区分有80%到90%效能的部分激动剂和完全激动剂。同理，很多拮抗剂（如纳洛酮）实际上是效能很低（低于10%）的部分激动剂或反激动剂。通常所说的部分激动剂的效能介于以上二者之间。
| 配体       | 描述                 | % 效能（E） | % 效能（E） | % 效能（E） | % 效能（E） | % 效能（E） |
| ---------- | -------------------- | ----------- | ----------- | ----------- | ----------- | ----------- |
| 超激动剂   | 效能高于内源激动剂   | E           |             | > 100       |             |             |
| 完全激动剂 | 效能与内源激动剂相同 | E           | =           | 100         |             |             |
| 部分激动剂 | 效能低于内源激动剂   | 0           | <           | E           | <           | 100         |
| 沉默拮抗剂 | 有亲和性，但没有效能 | E           | =           | 0           |             |             |
| 反激动剂   | 效能为负             | E           | <           | 0           |             |             |